# فالرموسى
فالرموسى، (بالإنجليزية: Vallermosa)‏، (سردينيا: Biddaramosa) هي بلدية في مقاطعة جنوب سردينيا، في منطقة سردينيا الإيطالية، وتقع على بعد حوالي 30 كيلومترا (19 ميل) شمال غرب كالياري. في 31 ديسمبر 2004، كان عدد سكانها 995 نسمة ومساحة 61.8 كيلومتر مربع (23.9 ميل مربع). 

## السكان
في سنة 1861 بلغ عدد السكان 1٬270 نسمة، وتطور العدد ليصل في سنة 2011 لـ 1٬944 نسمة.
يظهر هذا المخطط البياني تطور النمو السكاني لـ فالرموسى

## توأمة
لفالرموسى اتفاقيات توأمة مع:
- بيدرولا